# Margaret Gilbert
Margaret Gilbert (29 marzo 1942) è una filosofa britannica.
Dal 1983 è stata professoressa di filosofia all'Università del Connecticut.
Nota soprattutto per il saggio On Social Facts (1989), in cui introdusse il concetto di soggetto plurale per trattare fenomeni sociali come convenzioni sociali o sistemi di credenze collettivi. La teoria del soggetto plurale è al centro anche delle sue opere successive, in cui vengono affrontati temi come la moralità collettiva, la politica, i valori condivisi. 
È sposata al filosofo Saul Kripke ed è sorella del famoso storico inglese Martin Gilbert.